# Hyperaspis revocans
Hyperaspis revocans är en skalbaggsart som beskrevs av Thomas Casey 1908. Hyperaspis revocans ingår i släktet Hyperaspis och familjen nyckelpigor. Inga underarter finns listade i Catalogue of Life.